# Noelle (film)
Noelle is een Amerikaanse kerstfilm uit 2019, geproduceerd door Walt Disney Pictures.

## Verhaal
Al generaties lang brengt de familie Kringle kerstmannen voort. Wanneer de vader van Nick en zijn zus Noelle overlijdt, moet Nick de scepter van het bedrijf overnemen. Maar Nick heeft geen talent voor het vak van Kerstman, hij wordt dan in de aanloop naar kerst door Noelle aangeraden hem aan om er even tussenuit te gaan. Noelle moet Nick op tijd terug naar de Noordpool terug brengen om Kerstmis te redden.

## Rolverdeling
| Rol            | Acteur            | Nederlandse Stem  |
| -------------- | ----------------- | ----------------- |
| Noelle Kringle | Anna Kendrick     | Isabel Commandeur |
| Nick Kringle   | Bill Hader        | Huub Dikstaal     |
| Elf Polly      | Shirley MacLaine  | Maria Lindes      |
| Jake Hapman    | Kingsley Ben-Adir | Ivo Chundro       |
| Mrs. Kringle   | Julie Hagerty     | Hilke Bierman     |
| Gabe Kringle   | Billy Eichner     | Kevin Hassing     |
| Alax Hapman    | Maceo Smedley     | Jayden van Herk   |
| Helen Rojas    | Diana Maria Riva  | Ine Kuhr          |
| Elder Elf Abe  | Michael Gross     | André Accord      |